# استهلاك المهاجرين للغذاء
استهلاك المهاجرين للغذاء هو تناول الغذاء على الصعيد الجسدي والرمزي من شخص أو مجموعة من الأشخاص الذين انتقلوا من مكان إلى آخر بنية الاستقرار الدائم في المكان الجديد. الاستهلاك الغذائي قد يوفر لمحات عن الخبرة المعقدة للهجرة، لأنها تلعب دوراً هاماً للذاكرة و الراحة و كل العمليات اللازمة للتأقلم في البلد و البيئة الجديدة، و حتى للعلاقات الاجتماعية داخل و خارج العائلة.

## استهلاك الغذاء التقليدي
الاستهلاك التقليدي للطعام هو سلوك وممارسة الحفاظ على عادات الأكل في البلد الأم في بلد مستقر جديد. يتأثر هذا النهج بالعديد من العوامل، مثل الحفاظ على الاتصال بالمنزل.
وبالنظر إلى القضايا المحددة والعملية، لا يمكن للمهاجرين أن يكونوا على دراية بالمأكولات الجديدة ولا يمكنهم إعداد الأطعمة النموذجية للبلد الجديد. علاوة على ذلك، يتمكن المهاجرون من الحفاظ على تقاليدهم الغذائية بفضل سهولة العثور على المكونات في المتاجر حتى لو كانت باهظة الثمن.
ومن السمات الأخرى المؤثرة في الحفاظ على استهلاك الطعام التقليدي هونوعية الطعام نفسه، الذي لا يحترمه العديد من العائلات المهاجرة من نظامهم الغذائي النموذجي من حيث حقائق التغذية أو جودة المكونات. على سبيل المثال، وفقا لبحث أجري بين غرب أفريقيا انتقل إلى مدينة نيويورك، لأسر المهاجرين الأفارقة، وكميات كبيرة من الأطعمة المصنعة ذات القيم العالية من الدهون المشبعة والسكريات المكررة، جنبا إلى جنب مع انخفاض استهلاك الفواكه والخضروات والحبوب الكاملة، والتي يتميز النظام الغذائي الغربي، ويمثل خروجا صارخا من الأطعمة والعادات الغذائية الشائعة في بلدانهم الأصلية. في هذه الحالة، يمكن أن يحدث أن، يصبح المقيمون غير راضين عن جودة ونضارة الطعام، و يفضلون طهي الطعام التقليدي في المنزل لأنهم يعتبرون أكثر صحة وأفضل.
ويتأثر النهج الغذائي التقليدي أيضا بالعادات الطقسية والثقافية. إن الحفاظ على الأكل المنزلي والعادات الغذائية الثقافية يمثلان إستراتيجية لإعادة «البيت» والطقوس العملية والمجازية لتذكير الوحدة الخيالية التي يميل المهاجرون إلى فقدانها. الطعام التقليدي هو إعادة تعريف المعنى المجرد للبيت من خلال أنشطة ملموسة، مثل طبخ وجبات الأحد النموذجية، والتي يمكن أن تخفف من الشعور بالعزلة الناتج عن النزوح. أيضا يمكن اعتبار العادات الاجتماعية والدين دعمًا لصيانة تقاليد الطعام. على سبيل المثال، وفقا للثقافات العربية للضيافة تمثل التقليد القوي جنبا إلى جنب مع الغذاء. في الواقع، من الشائع والفريد ذكره أن تقوم الأسر العربية بإعداد المزيد من الطعام في أوقات الوجبات لتغطية احتمالية الزوار غير المتوقعين والترحيب بهم بتقديم الأطعمة التقليدية.

## التكيف مع ثقافة جديدة
بسبب هذه العلاقة القوية بين الغذاء والهوية، بالنسبة لمعظم المهاجرين، فإن فقدان ممارسات الطهي التقليدية يرتبط بالتخلي عن المجتمع والأسرة والدين. ومع ذلك، فإن إدراج عناصر غذائية جديدة والتغييرات في أنماط الوجبات أمر طبيعي، وهو يحدث في كثير من الأحيان، خاصة بسبب الجيل الجديد (الذي يولد أحيانًا في البلد الجديد أو وصل في سن مبكرة جدًا، دون أي ذاكرة بناء على البلد القديم) الذي يتكيف مع ثقافة جديدة أسهل من والديهم.
وعلى استعداد لأن يكونوا مثل أصدقائهم في المدرسة، يضغط الأطفال على أمهم لإدراج أطعمة جديدة أو اصناف غذائية قديمة تطبخ بطرق جديدة التي استهلكوها في المدرسة أو في منازل الأصدقاء. هناك أيضا تأثير الإعلانات التلفزيونية. هذا النوع من الضغط الذي يمارسه الأطفال على الأمهات يسبب في بعض الأحيان توترًا في الأسرة، غير أنه ليس توترًا غير مرن، حيث تفضل الأمهات إشباع رغبات أطفالهن لفرض التقاليد.
عن طريق تعديل المادة الغذائية بحيث تكون أقل غرابة إلى الحنك، تتغير معانيها الرمزية. في المقابل، يصبح الطعام الجديد مالوفا أكثر وأقل تهديدًا. وعلى الرغم من أن أنماط الوجبات قد تغيرت وأدخلت أطعمة جديدة في مطابخ العائلات المهاجرة، فإن أهمية الأطعمة التقليدية لا تتضاءل.
هناك جانب آخر لإدخال الأطعمة الجديدة التي ترتبط بتوافر المكونات التقليدية، مثل الكزبرة واللحوم الحلال في المطبخ العربي. حتى إذا كانت هناك متاجر متخصصة في الأغذية العرقية، تقع عادة في المدن الكبرى، حيث يمكن للمهاجرين العثور على بعض المكونات التي يحتاجونها لإعداد الأطباق التقليدية، فإن توفر هذه المكونات قد يكون محدودًا أو غاليًا في بعض الأحيان. ونتيجة لذلك، يجب على المهاجرين تكيف الأطباق التقليدية مع النكهات والتقنيات المختلفة  بسبب الدور المهم الذي يلعبه الطعام في بناء الهوية العرقية، فإن عدم القدرة على العثور على هذه الأطعمة بسهولة أيضًا يساهم في الشعور بالقلق من الهجرة والاستيطان. عدم وجود الغذاء العرقي هو رمز العزلة.

## دور الأمهات المهاجرات
في عملية التكيف هذه مع الثقافة الجديدة، تلعب المرأة دورا خاصا لأنها عادة ما تكون مسؤولة عن الطهي. فهم ليسوا فقط مسؤولين عن شراء وإعداد الطعام، لأنهم يجب أن يتأكدوا من اتباع الإجراءات الغذائية وأن الأطعمة المناسبة متاحة لعائلاتهم. تُحدد الإكراميات الغذائية بمختلف التقاليد الدينية، بما في ذلك الإسلام والهندوسية.
حتى لو حاولت النساء إشباع رغبة الأطفال عن طريق إدخال عناصر غذائية جديدة في المائدة، وأيضاً رمي الأطعمة التقليدية التي يعلمون أطفالها عن معنى الوجود من ثقافة و / أو دين آخر، مثل العربية أو الصينية أو البوذية أو الإسلامية.
لتجنب رفض الأطفال، الخوف من أن معظم النساء لديهم مرة واحدة ربط هذا الرفض الغذائي لرفض الثقافة التقليدية، تستخدم الأمهات بعض الاستراتيجيات لمساعدة أطفالهن. على سبيل المثال، عن طريق تعبئة وجبات الغداء المدرسية، بدلاً من السماح للأطفال بشراء وجبة الغداء في الكافتيريا. أو تزويد أطفالهم بوجبات إفطار كبيرة من أجل تقليل فرصة أن يصبح أطفالهم جائعين ويتناولون وجبات خفيفة على الأطعمة المحظورة.